# Rainer Erler
Horst Rainer Erler (München, 26 augustus 1933 – Perth, 8 november 2023) was een Duits schrijver, filmregisseur en filmproducent. Hij schreef 14 romans, 5 toneelstukken en een aantal losse verhalen. Zijn filmcarrière omvat ruim 40 speelfilms. Hij staat bekend als een belangrijk vertegenwoordiger van de Duitse science-fictionfilm.
Erler groeide op in Solln. Na zijn middelbare school ging hij in de leer bij regisseur Rudolf Jugert. Hij was onder andere assistent van regisseur Harald Braun.
In 1961 trouwde Erler met Renate. In Bairawies bouwden ze hun eigen woning met een atelier. Het echtpaar richtte in 1972 het productiehuis Pentagramma op. De eerste film in eigen productie was Sieben Tage.
De vijfdelige science-fictionserie Das Blauw Palais (1974-1976) wordt als een van de beste Duitse televisieproducten in he genre beschouwd. In Amerika werd de film Fleisch (1979) opgenomen, een thriller over orgaanhandel, met Jutta Speidel in de hoofdrol.
Sinds 1982 woonde het echtpaar deels in Australië.
In 2000 maakte Erler zijn laatste film: Die Kaltenbach-Papiere.
In 2004 ontving Erler het Bundesverdienstkreuz. De prijs Metropolis werd hem in 2013 toegekend.